# Kepler-25
Kepler-25 là một ngôi sao ở phía bắc chòm sao Thiên Cầm. Nó lớn hơn và nặng hơn một chút so với Mặt Trời với độ sáng gấp 2½ lần so với Mặt Trời. Với độ lớn thị giác biểu kiến là 10,6, ngôi sao này quá mờ để có thể nhìn thấy bằng mắt thường.

## Hệ thống hành tinh
| Thiên thể đồng hành (thứ tự từ ngôi sao ra) | Khối lượng    | Bán trục lớn (AU) | Chu kỳ quỹ đạo (ngày) | Độ lệch tâm        | Độ nghiêng        | Bán kính           |
| ------------------------------------------- | ------------- | ----------------- | --------------------- | ------------------ | ----------------- | ------------------ |
| b                                           | 87+25 −23 M🜨  | 0.068             | 6238297±0000017       | 00029+00023 −00017 | 92827+0084 −0083° | 2748+0038 −0035 R🜨 |
| c                                           | 152+13 −16 M🜨 | 0.11              | 127207±00001          | 00061+00049 −00041 | 92764+0042 −0039° | 5217+0070 −0065 R🜨 |
| d                                           | 719±98 M🜨     | —                 | 1224+00 −07           | 013+013 −009       | —                 | —                  |